# Kazimierz Lewicki (aktor)
Kazimierz Lewicki (ur. 16 grudnia 1883 w Stanisławowie, zm. 5 lipca 1962 w Katowicach) – polski aktor teatralny i filmowy.

## Życiorys
Kształcił się na politechnice, których to studiów najprawdopodobniej nie ukończył. W latach 1903–1913 pracował jako kreślarz w dyrekcji kolei w Stanisławowie. Jednocześnie występował w amatorskich zespołach teatralnych. W 1913 roku został przeniesiony do Lwowa, a w latach I wojny światowej - ewakuowany do Brna. W 1917 roku powrócił do Lwowa, gdzie zaangażował się do Teatru Miejskiego. W zespole tym występował do 1941 roku, a następnie w latach 1944-1945. Po zakończeniu II wojny światowej wraz z zespołem przeniósł się do Katowic, gdzie występował - aż do końca życia - na deskach Teatru Śląskiego im. Stanisława Wyspiańskiego.
W 1951 roku na Festiwalu Polskich Sztuk Współczesnych otrzymał wyróżnienie za role: Hilarego w spektaklu Salon pani Klementyny Andrzeja Wydrzyńskiego oraz Hansona w sztuce Zwykła sprawa Adama Tarna. W 1958 roku stworzył jedyną w swojej karierze kreację filmową, grając rolę księdza w obrazie Dezerter (reż. Witold Lesiewicz). Wystąpił również w dwóch audycjach Teatru Polskiego Radia.